# Lista de membros da Royal Society eleitos em 1726
Esta é uma lista de Membros da Royal Society eleitos em 1726.

## Fellows
- Richard Beard (ca. 1688–1734), médico[2]
- Bernard Forest de Bélidor (1698–1761), engenheiro francês[3]
- Sir William Billers (?–1745), Alderman, Sheriff e Lord Mayor of London[4]
- Zabdiel Boylston (1679–1766), médico colonial (Massachusetts)[5]
- Sir Brook Bridges (1679–1728), barrister[6]
- Kingsmill Eyre (1682–1743), secretário do Royal Hospital Chelsea e inventor[7]
- Henry Walther Gerdes (1690–1742), pastor alemão[8]
- Sir Jeffrey Gilbert (1674–1726), Chief Baron of the Exchequer[9]
- Richard Graham (1693–1749), controlador da Ponte de Westminster[10]
- James Hargraves (1690–1741), Dean of Chichester[11]
- Richard Hassell (?–1770) [12]
- Richard Holland (1688–1730), médico[13]
- John Jeffreys (?–1741) [14]
- Robert Johnston Ketelbey (?–1743), barrister[15]
- Thomas Palmer (ca. 1685–1735), Membro do Parlamento[16]
- Edward Pawlet (?–1768), barrister[17]
- Thomas Robinson (1703–1777), político, arquiteto e colecionador[18]
- Edward Rudge (1703–1763), Membro do Parlamento[19]
- Meyer Löw Schomberg (1690–1761), médico alemão em Londres[20]
- Charles Stanhope (1673–1760), barrister e Membro do Parlamento[21]
- Temple Stanyan (ca. 1677–1752), autor e político[22]
- James Stirling (1692–1770), matemático[23]
- Thomas White (?–1754), Clerk of the Errors[24]